# Sheffield (album)
Sheffield je sedmé studiové album německé skupiny Scooter. Bylo vydáno roku 2000 a je na něm 12 písniček.

## Seznam skladeb
| Pořadí         | Název                | Délka |
| -------------- | -------------------- | ----- |
| 1.             | Mc's Missing         | 1:16  |
| 2.             | Don't Gimme The Funk | 4:13  |
| 3.             | I'm Your Pusher      | 3:59  |
| 4.             | Where Do We Go?      | 4:06  |
| 5.             | Sex Dwarf            | 4:20  |
| 6.             | She's the Sun        | 4:54  |
| 7.             | Space Cowboy         | 5:51  |
| 8.             | Never Slow Down      | 3:56  |
| 9.             | Down To The Bone     | 4:11  |
| 10.            | Summer Wine          | 3:58  |
| 11.            | Dusty Vinyl          | 4:53  |
| 12.            | Cubic                | 5:05  |
| Celková délka: | Celková délka:       | 50:42 |

## Informace
- „Sex Dwarf“ byl původně napsán duem Soft Cell.
- „She's The Sun“ je první techno-rap píseň světa.